# Dénes Kemény
Dénes Kemény (né le 14 juin 1954 à Budapest) est un joueur de water-polo et un entraîneur hongrois.
En tant que sélectionneur de l'équipe masculine de water-polo de Hongrie de 1997 à 2012, il a remporté au moins une médaille lors de 24 des 29 tournois majeurs auxquels son équipe a participé, dont trois titres olympiques consécutifs, de 2000 à 2008.
Il fait partie de la liste des membres de l'International Swimming Hall of Fame.